# Bustillo del Páramo de Carrión
Bustillo del Páramo de Carrión is een gemeente in de Spaanse provincie Palencia in de regio Castilië en León met een oppervlakte van 31,20 km². Bustillo del Páramo de Carrión telt 63 inwoners (1 januari 2016).

## Demografische ontwikkeling
Bron: INE, 1857-2011: volkstellingen